# Interleukine 23
L'interleukine 23 est une interleukine.

## Structure
Elle est composée de deux sous unités, le P40, commune avec l'interleukine 12, codée par le gène IL12B situé sur le chromosome 5 humain, et le P19, spécifique de l'interleukine 23, codée par le gène IL23A situé sur le chromosome 12 humain.

## Rôle
Elle interagit avec son propre récepteur. Elle active les lymphocytes Th17 et la sécrétion de l'interleukine 17, ainsi que les lymphocytes Th2. Elle favorise la prolifération des polynucléaires éosinophiles dans les voies aériennes.
La résolvine E1 inhibe son expression.

## En médecine
Son expression, ainsi que celle de son récepteur, est augmentée lors du psoriasis. Il module la différenciation des lymphocytes Th17, favorisant la libération de plusieurs cytokines comme l'interleukine 17, 6 ou le facteur de nécrose tumorale. Il intervient également dans la genèse de la maladie de Crohn.
Elle serait impliquée dans la genèse de l'asthme.

## Cible thérapeutique
L'ustekinumab est un anticorps monoclonal ciblant l'unité P40 et donc inhibiteur des interleukines 12 et 23. Le risankizumab, le guselkumab et le tildrakizumab ciblent, eux, l'unité P19, et sont donc spécifiques contre l'interleukine 23. Ces molécules sont en cours de test, avec une certaine efficacité contre le psoriasis ou la maladie de Crohn mais s'avèrent décevant dans l'asthme.